# Benon Stranz
Benon Józef Stranz (ur. 30 sierpnia 1918 w Drensteinfurcie, zm. 18 marca 2011) – polski specjalista w zakresie górnictwa, prof. dr inż., działacz gospodarczy i państwowy, podsekretarz stanu w Ministerstwie Górnictwa i Energetyki w latach 1974–1978 oraz przewodniczący Państwowej Rady Górnictwa (1979–1987). 
Absolwent Akademii Górniczej w Krakowie: mgr inż. 1948, dr nauk technicznych 1969, prof. nadzwyczajny 1976. Od 1956 roku należał do PZPR. W latach 1958–1988 piastował funkcję naczelnego dyrektora Katowickiego Zjednoczenia Przemysłu Węglowego, a w latach 1972–1974 był dyrektorem naczelnym Głównego Instytutu Górniczego. Przewodniczył Komitetowi Organizacyjnemu Światowego Kongresu Górniczego.
Członek Komitetu Górnictwa PAN.

## Odznaczenia
- Krzyż Komandorski z Gwiazdą Orderu Odrodzenia Polski
- Krzyż Komandorski Orderu Odrodzenia Polski
- Krzyż Oficerski Orderu Odrodzenia Polski
- Krzyż Kawalerski Orderu Odrodzenia Polski (1954)
- Order Sztandaru Pracy I klasy (1964)[3]
- Odznaka tytułu honorowego „Zasłużony Górnik PRL”[2]
- Złota Odznaka Zasłużony dla Stowarzyszenia Inżynierów i Techników Górnictwa